# Эялет Эгер
Эялет Эгер  (тур. Egīr, осман. ایالت اگیر‎) — бывший эялет Османской империи, основанный в 1596 году.

## История

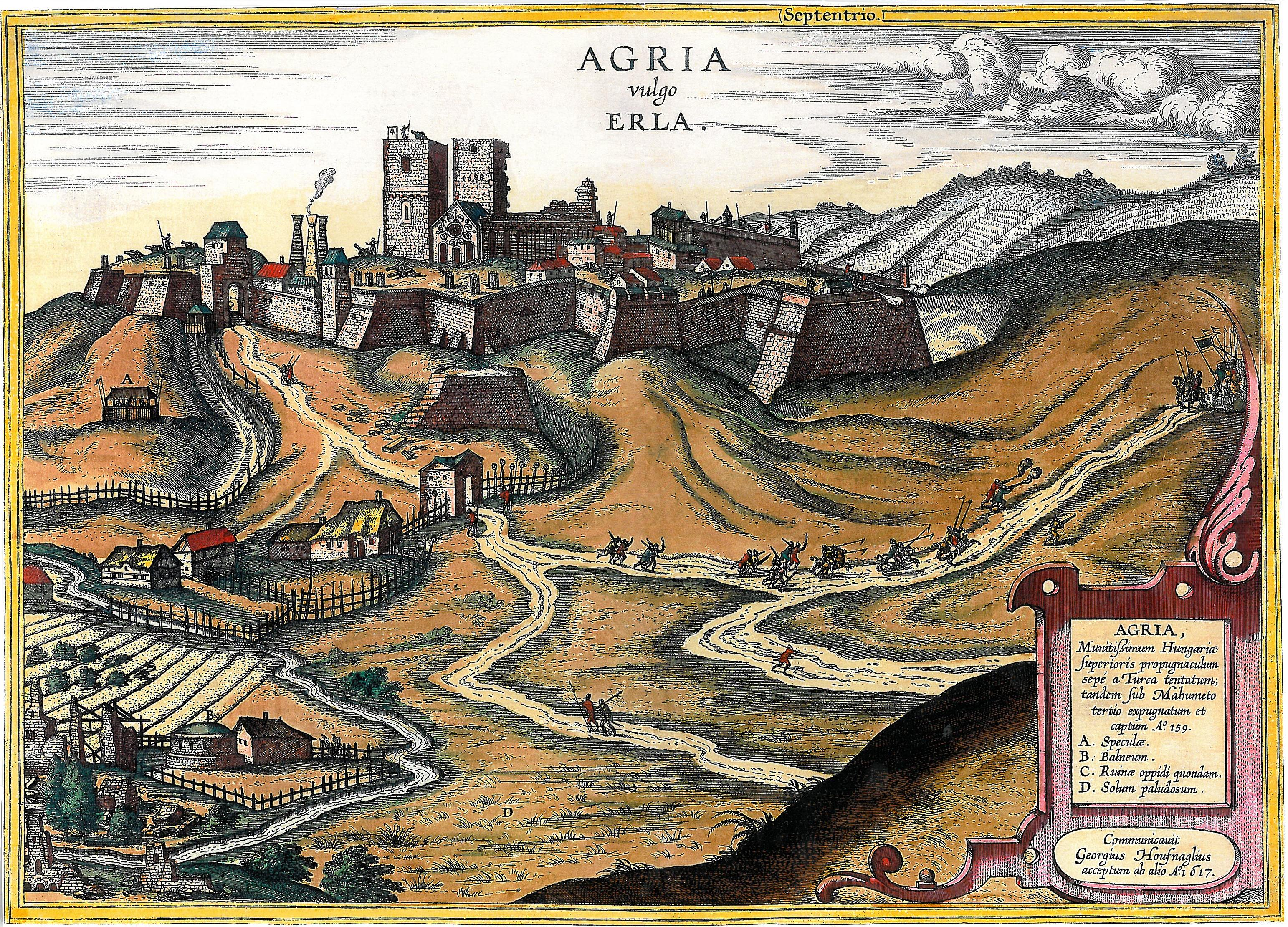
Город Эгер в атласе Георга Брауна (1617 год)

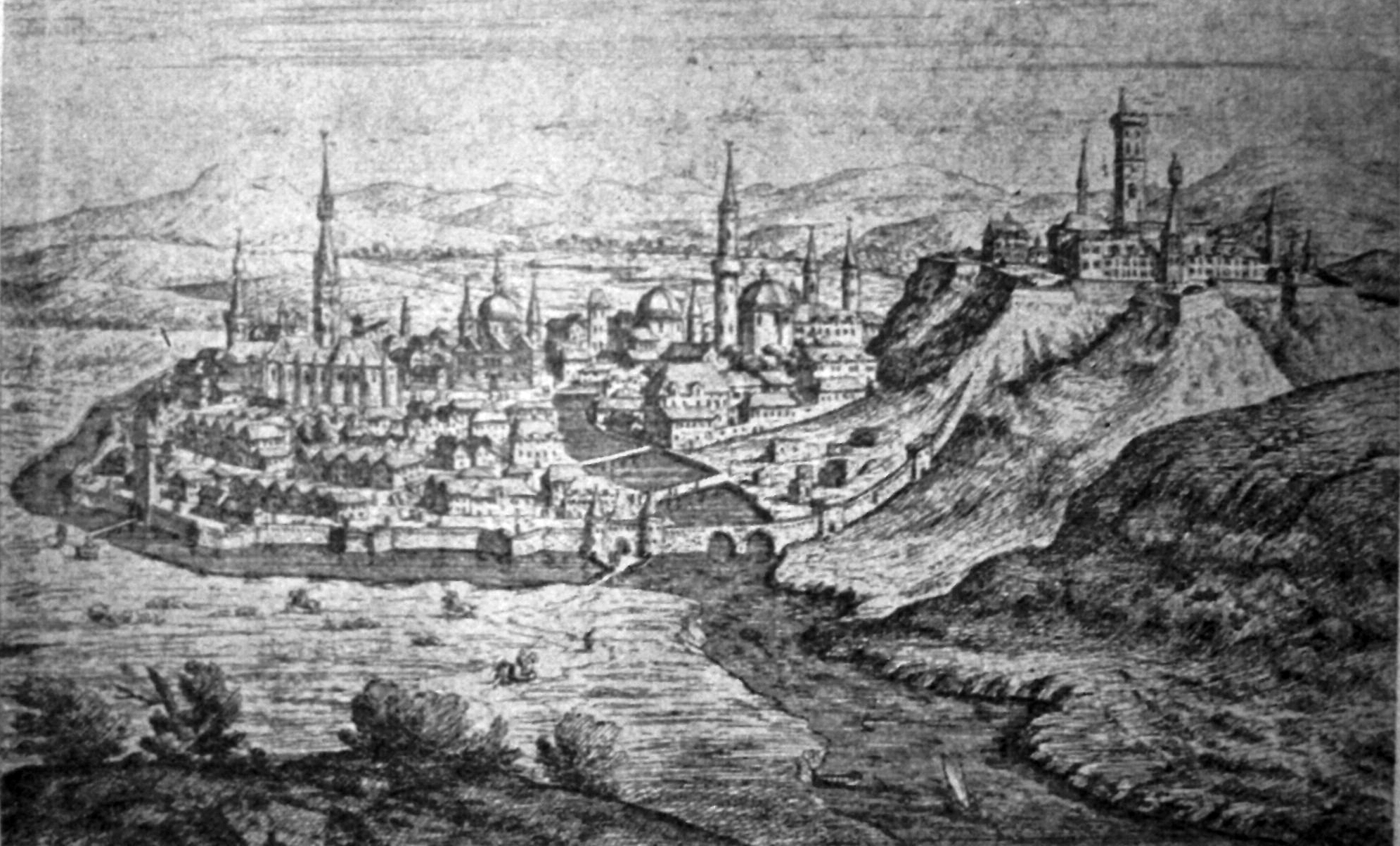
Эгер в XVI веке

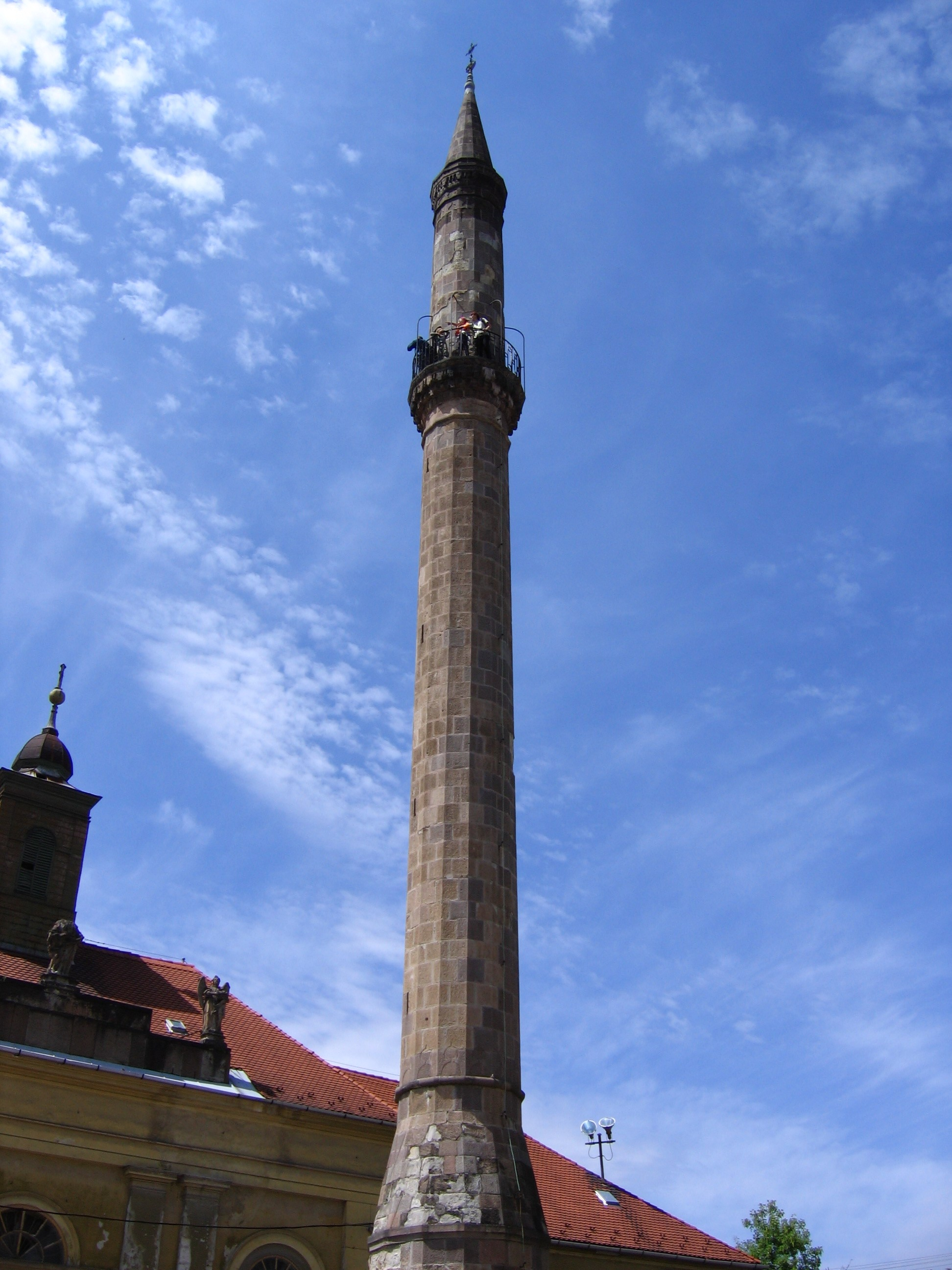
Минарет в Эгере построенный в период Османского владычества

После катастрофической для венгров битвы при Мохаче в 1526 году османы начали завоёвывать землю ослабевшего Венгерского королевства. Во время турецкого нашествия на Венгрию в 1552 году Эгерская цитадель была осаждена. Защитники цитадели под командованием капитана Иштвана Добо сумели выдержать осаду многократно превосходящих сил противника (защитников было менее 2000 человек, в турецкой армии более 80 000). В 1596 году турки вновь атаковали Эгер и в этот раз сумели овладеть городом, который был под их властью до 1687 года. Город стал столицей одноименного эялета. Турки превратили христианские храмы в мечети, перестроили цитадель, построили в городе бани и минареты.
После турецкого завоевания Эгера в эялет переселились евреи, изгнанные из Испании в 1492 году. Господство турок в центральной Венгрии начало разрушаться после неудачной попытке захвата Вены в 1683 году. Карл V Лотарингский в декабре 1687 года после длительной осады взял Эгер. После этого турки и евреи были изгнаны из города, который, как и вся Венгрия, перешёл под власть Габсбургов.